# 2017年度香港小姐競選
2017年度香港小姐競選（第45屆）是電視廣播有限公司舉辦的選美活動，於2017年9月3日於九龍將軍澳電視廣播城一號錄影廠舉行，該年度口號為「美麗是贏家」，由森美和麥美恩擔任司儀。

## 比賽結果

### 名次
| 最後結果         | 參賽者       |
| ---------------- | ------------ |
| 2017香港小姐冠軍 | - 5號雷莊𠒇  |
| 亞軍             | - 1號何依婷  |
| 季軍             | - 4號黃瑋琦  |
| 五強             | - 8號伍樂怡  |
| 五強             | - 10號張寶欣 |

### 大會獎項
| 獎項                            | 參賽者       |
| ------------------------------- | ------------ |
| 最上鏡小姐                      | - 5號雷莊𠒇  |
| big big channel最受歡迎香港小姐 | - 10號張寶欣 |

### 贊助商/其他獎項
| 獎項                            | 得獎者                 |
| ------------------------------- | ---------------------- |
| 最佳首飾演繹獎                  | - 10號張寶欣           |
| 莎莎美麗觸覺大獎                | - 1號何依婷            |
| 莎莎「我最喜愛佳麗」            | - 8號伍樂怡. 1號何依婷 |
| 「最佳莎莎KOL大奬」             | - 8號伍樂怡. 1號何依婷 |
| big big channel最誘惑TVBody獎   | - 8號伍樂怡. 1號何依婷 |
| big big channel最唔想上鏡小姐   | - 2號李清心            |
| big big channel最佳髮腳大獎     | - 3號梁雯蔚            |
| big big channel落選香港小姐冠軍 | - 6號邱晴              |
| Big Big Channel最佳腳踭大獎     | - 7號黃凱琪            |
| Big Big Channel超友誼小姐       | - 9號金美黎            |

## 賽前推廣及招募
2016年11月，電視台曾於節目巡禮中，安排應屆冠軍馮盈盈、亞軍劉穎鏇、季軍陳雅思以及同年度香港先生冠軍黎振燁、亞軍丁子朗、季軍鍾君揚一同拍攝宣傳片，而電視台亦於2017年3月的香港影視娛樂博覽中的《50周年獻禮》記者會中，表示該年度的「香港先生」及「香港小姐」會加入互聯網直播元素以加強真實感。
2017年5月18日，電視台於中環舉行記者會，安排應屆香港小姐冠軍馮盈盈、亞軍劉穎鏇、季軍陳雅思、友誼小姐張寶兒，以及四位歷屆佳麗黃心穎、朱千雪、陳凱琳、麥明詩一同出席，電視台於活動中公開她們於參選前所提交的個人照片以作出對比，並從當日起至6月13日進行招募行動。而電視台亦於6月1日下午於銅鑼灣的商場舉行招募行動，除上屆港姐馮盈盈、劉穎鏇、陳雅思、張寶兒外，亦安排歷屆佳麗陳庭欣、岑杏賢，以及「招募大使」黎諾懿、楊明、何廣沛、丁子朗出席，並由陸浩明主持該活動，及由各歷屆港姐佳麗分享港姐面試心得及作儀態示範。

## 甄選過程
根據周刊報道，報名參加該年度港姐競選的人數達數萬人而電視台於2017年6月20日及6月27日舉行兩輪面試，由第一輪面試的131人甄選，至第二輪面試的61人，再於7月4日安排12名佳麗到九龍塘的髮型屋修整髮型，並於7月13日於九龍尖沙咀某酒店舉行《佳麗會晤新聞界》見面會，正式公佈12名入圍佳麗的名單。

## 參選佳麗

### 十強佳麗
| 決賽編號 | 佳麗名字 | 佳麗名字(英文) | 年齡 | 身高(英吋) | 三圍身段 | 職業             | 配屬專責 「美麗導師」 |
| -------- | -------- | -------------- | ---- | ---------- | -------- | ---------------- | --------------------- |
| 1        | 何依婷   | Regina Ho      | 23   |            |          | 金融服務顧問     | 蔡一傑                |
| 2        | 李清心   | Katarina Li    | 22   |            |          | 畢業生           | 蘇志威                |
| 3        | 梁雯蔚   | Sandy Leung    | 22   |            |          | 學生／兼職模特兒 | 黃心穎                |
| 4        | 黃瑋琦   | Emily Wong     | 23   |            |          | 採購員           | 蔡一智                |
| 5        | 雷莊𠒇   | Juliette Louie | 23   |            |          | 演員             | 陳百祥                |
| 6        | 邱晴     | Mandy Yau      | 17   |            |          | 學生             | 苗僑偉                |
| 7        | 黃凱琪   | Suki Wong      | 24   |            |          | 畢業生           | 王浩信                |
| 8        | 伍樂怡   | Kelly Ng       | 24   |            |          | 人力資源文員     | 陳凱琳                |
| 9        | 金美黎   | Nicole Kam     | 23   |            |          | 學生             | 宣萱                  |
| 10       | 張寶欣   | Boanne Cheung  | 23   |            |          | 畢業生           | 鄭裕玲                |

### 入選佳麗
| 佳麗名字        | 佳麗名字(英文) | 年齡 | 身高(英吋) | 三圍 | 職業            | 配屬專責導師 |
| --------------- | -------------- | ---- | ---------- | ---- | --------------- | ------------ |
| 張寶欣          | Boanne Cheung  | 23   |            |      | 畢業生          | 鄭裕玲       |
| 何依婷          | Regina Ho      | 23   |            |      | 金融服務顧問    | 蔡一傑       |
| 金美黎          | Nicole Kam     | 23   |            |      | 學生            | 宣萱         |
| 劉穎敏          | Angela Lau     | 22   |            | －   | 旅遊記者        | －           |
| 梁雯蔚          | Sandy Leung    | 22   |            |      | 學生/兼職模特兒 | 黃心穎       |
| 李清心          | Katarina Li    | 22   |            |      | 畢業生          | 蘇志威       |
| 雷莊𠒇 (多倫多) | Juliette Louie | 23   |            |      | 演員            | 陳百祥       |
| 伍樂怡          | Kelly Ng       | 24   |            |      | 人力資源文員    | 陳凱琳       |
| 黃瑋琦 (邁阿密) | Emily Wong     | 23   |            |      | 採購員          | 蔡一智       |
| 黃凱琪          | Suki Wong      | 24   |            |      | 畢業生          | 王浩信       |
| 胡美貽          | Nicole Wu      | 23   |            | －   | 小企創業家      | －           |
| 邱晴            | Mandy Yau      | 17   |            |      | 學生            | 苗僑偉       |

## 決賽
| 司儀                     | 森 美、麥美恩                                                                 |
| 評判                     | 鄭裕玲、蔡一傑、宣 萱、黃心穎、蘇志威、陳百祥、陳凱琳、蔡一智、王浩信、苗僑偉 |
| 參與跳舞的Big Big 小明星 | 何珀廉、周筠浩、陶孝杰、黃芷晴、黃語芊、甄敏鴻、譚亦峻                        |

本年度的決賽於2017年9月3日於將軍澳電視廣播城舉行，香港無綫電視翡翠台、馬來西亞Astro華麗台於當地時間晚上8時34分至10時35分作現場直播，扣除廣告後的淨播映時間為1小時31分46秒，是歷屆香港小姐競選當中比賽時間最短的。
是次競選決賽採取淘汰制，十名佳麗於經過三輪淘汰後餘下最後三強，再由現場評判定出最終名次，以下是當晚的節目流程：

### 節目流程
- 第一節：
  - 由2016年度香港小姐冠軍馮盈盈及「香港小姐招募大使」黎諾懿、楊　明、何廣沛、丁子朗引領應屆香港小姐十強佳麗登場。
  - 十強佳麗作自我介紹，並闡述最令自己引以為傲的事。
  - 介紹十位「美麗大學」的導師兼評判，並由導師作最後訓示和鼓勵，及講解當晚賽制。
- 第二節：直播對戰（一）
- 第三節：直播對戰（二）
- 第四節：
  - 「畢業預演Party」：由十強佳麗、八位「小明星」及吉祥物「大明猩」作舞蹈表演
  - 由2016年度香港小姐競選「友誼小姐」頒發「最受歡迎香港小姐」
  - 第一輪淘汰，由十強佳麗中選出八人
- 第五節：泳裝答問環節（一）
- 第六節：泳裝答問環節（二）
- 第七節：
  - 頒發最上鏡小姐獎項
  - 隨後公佈最後五強中之頭四位佳麗名單，按當時公佈次序為何依婷、黃瑋琦、雷莊𠒇、伍樂怡
  - 進行第二輪淘汰，由張寶欣奪得最後一個五強入圍資格
  - 由五強佳麗發表「畢業感言」，次序為：何依婷、黃瑋琦、雷莊𠒇、伍樂怡、張寶欣
- 第八節：
  - 進行第三輪淘汰，由五強佳麗選出三人，按當時公佈次序為黃瑋琦、何依婷、雷莊𠒇
  - 公佈季軍結果，並由2016年度香港小姐競選季軍陳雅思頒獎
  - 再由2016年度香港小姐競選亞軍劉穎鏇及冠軍馮盈盈踏上舞台，並由馮盈盈發表卸任感言
  - 各評判投選冠軍佳麗，評判鄭裕玲於關鍵一票中票投雷莊𠒇

| 評判      | 第１票 苗僑偉 | 第２票 宣萱 | 第３票 王浩信 | 第４票 陳凱琳 | 第５票 黃心穎 | 第６票 蘇志威 | 第７票 蔡一智 | 第８票 鄭裕玲 | 第９票 鄭裕玲 |
| --------- | ------------- | ----------- | ------------- | ------------- | ------------- | ------------- | ------------- | ------------- | ------------- |
| 投選 佳麗 | 雷莊𠒇        | 何依婷      | 雷莊𠒇        | 何依婷        | 雷莊𠒇        | 何依婷        | 何依婷        | 雷莊𠒇        | 雷莊𠒇        |

- 於投票完成後，由司儀宣布賽果：
  - 由上年度亞軍劉穎鏇頒發2017年度香港小姐競選亞軍
  - 由上年度冠軍馮盈盈頒發2017年度香港小姐競選冠軍，並由應屆冠軍佳麗繞場一周接受祝賀。

## 特備節目及活動
- 《流動直播車出巡》 （中環摩天輪）（big big channel）播出
  - 2017年7月14日：張寶欣、何依婷、金美黎、劉穎敏、梁雯蔚、李清心
  - 2017年7月15日：雷莊𠒇、伍樂怡、黃瑋琦、黃凱琪、胡美貽、邱　晴
- 《香港小姐智鬥小明星》（2017年8月12日，big big channel播出）
  - 主持：余德丞 及 Big Big小明星：何珀廉、周筠浩、黃芷晴、陶孝杰、歐浚銨、甄敏鴻
- 《不懂撒嬌的女人遇上香港小姐》（2017年8月13日22:30至23:30，翡翠台播出）
  - 主持及評判：宣　萱、袁文傑、張瑋純、許傑輝、鄭書孟、周筱筑、溫筱鴻、張勝豐
- 《2017香港小姐競選》「十強誕生」（2017年8月14日big big channel播出）
  - 主持：陸浩明
  - 嘉賓：陳百祥、苗僑偉、王浩信、陳凱琳、草　蜢（蔡一智、蔡一傑、蘇志威）
- 《2017香港小姐競選》「決鬥一分鐘」（2017年8月18日big big channel播出）
  - 主持：森　美
- 《2017香港小姐備戰速報》（2017年8月21日至9月1日 22:30至22:31，逢星期一至五晚翡翠台播出，共十集）
- 《2017香港小姐珠寶首飾試戴會》(2017年8月22日，六福珠寶Facebook Channel（页面存档备份，存于））播出
- 「美麗是贏家」前哨戰（2017年8月24日，Big Big Channel及莎莎Facebook Channel（页面存档备份，存于））播出
  - 主持：蔡康年、嘉賓：郭羅桂珍、陳郭詩慧
- 「水上擂台」（2017年8月28日，如心南灣海景酒店）
  - 主持：區永權、嘉賓：蔡曉慧
- 《2017香港小姐競選決賽》綵排探班（2017年8月30日）
  - 嘉賓：麥美恩、陳百祥、黃心穎
- 《2017香港小姐競選決賽》泳裝綵排暨試戴后冠（2017年9月2日）
  - 嘉賓：馮盈盈、謝滿全
- 《big big channel落選香港小姐競選》（2017年9月3日，23:25）
  - 該節目安排6位落選佳麗進入「復活賽」，並分三個環節進行：
    - 環節1：賽後檢討，由各佳麗抒發賽後感受及作檢討
    - 環節2：遊戲環節，由各佳麗模擬視頻直播
    - 環節3：頒獎，由司儀宣布獎項，由黃凱琪奪「最佳腳踭大獎」，梁雯蔚奪「最佳髮腳大獎」，金美黎奪得「超友誼小姐大獎」，大熱倒灶的伍樂怡獲頒「最誘惑tvb body獎」，李清心奪「最唔想上鏡小姐獎」，邱晴就奪「落選冠軍」大獎。

### 十強誕生
2017年8月14日，電視台於將軍澳某酒店舉行《十強誕生》記者會，公佈十強佳麗名單，並編配參賽編號
同時，大會亦於當日宣布，安排十位藝人鄭裕玲、陳百祥、苗僑偉、宣萱、蔡一智、蔡一傑、蘇志威、袁偉豪、王浩信及陳凱琳擔任大會評判，並以一對一形式擔任佳麗專責導師。
| 挑選 次序 | 「美麗導師」 姓名 | 角色                     |
| --------- | ----------------- | ------------------------ |
| 1         | 陳百祥            | 首席教授（經濟）         |
| 2         | 苗僑偉            | 首席教授（人際關係技巧） |
| 3         | 蔡一智            | 教授（形象設計）         |
| 4         | 蔡一傑            | 教授（音樂）             |
| 5         | 蘇志威            | 教授（舞蹈）             |
| 6         | 陳凱琳            | 教授（語言）             |
| 7         | 王浩信            | 教授（戲劇）             |
| 未到場    | 鄭裕玲            | 校長                     |
| 未到場    | 宣 萱             | 訓導長                   |
| 未到場    | 黃心穎            | 教授（通識）             |

註：電視台於2017年8月下旬表示，由於袁偉豪以「檔期不合」未能出任「港姐導師」的工作，為免影響佳麗表現，決定改由黃心穎接手導師工作。

## 爭議

### 手語傳譯
聾人團體「香港手語來自聾星」曾去信無綫電視提供埸地及拍攝器材，讓該團體可派員提供即時手語傳譯。但遭無綫電視拒絕，並解釋大型直播節目製作相當複雜及時間緊湊，未能提供安排。
立法會議員張超雄指無綫電視做法歧視聾人，2016年無綫電視續牌時已要求電視台於新聞或選舉論壇等節目畫面加入手語傳譯，但對方以翻譯員不足及不能保證翻譯正確為由未有實行。他續稱，通訊事務管理局當時「先續牌，另設小組研究」是失職，沒遵守聯合國《殘疾人權利公約》。另一聾人團體「龍耳」創辦人邵日贊表示，聾人視覺比較敏銳，直播手語需要使用電視台的地方不多，期望可引入手語傳譯。
最後，該團體以facebook專頁用手語傳譯直播決賽，連廣告及新聞提要都一併翻譯。

### 賽果爭論
由於該年度的香港小姐競選決賽乃由藝員擔任評判，再以記名方法決定被淘汰的佳麗有欠嚴謹，而評判鄭裕玲投下关键一票支持雷莊𠒇成為冠軍，令競選結果不符大多數觀眾期望，而鄭裕玲及雷莊𠒇的回應，亦引起坊間廣泛批評。雷氏其後選擇淡出香港娛樂圈。
曾擔任多屆香港小姐競選司儀及評判的藝人曾志偉亦以「惨不忍睹」形容此亂局，他認為雖然佳麗的質素會有參差，但港姐競選的節目水準才是最重要一環，惟電視台只顧推廣big big channel，而未有紀念港姐45周年，失去了向港姐致敬的意義，他亦對鄭裕玲飽受批評感到不值。

### 賽後視頻直播不尊重女性
為了宣傳big big channel，比賽後農夫及麥美恩為六位沒有獎項的落選佳麗參加「big big channel落選香港小姐競選」的活動，為她們設置毎個獎項以作安慰，但網民對這個活動劣評如潮，批評這個活動是不尊重六位落選佳麗的感受並具有侮辱性。
無綫電視回應表示該活動只融入網上自由言論文化，賽前經已與取得各參賽者的同意，設計的獎項只純屬娛樂性質，並對女性或參賽者無任何貶意或歧視。

### 賽果懷疑造假
有報道引述網民認為，由於2017年度的「最受歡迎香港小姐」將由上屆2016年度友誼小姐張寶兒頒獎，為營做其胞妹張寶欣能在胞姊手中接過獎項，於是有人於Big Big Channel 的張寶欣直播頻道中，不斷按下心心鍵作支持，但電視畫面中，張寶欣在三分鐘對決環節中的心心數目由70萬增至76萬，但另一佳麗金美黎則由170萬增至180萬，以張寶欣在3分鐘取得6萬心心數目計算，仍需約45分鐘才能追平，但對決環節為時没有45分鐘，且末計算金美黎其後的心心支持票，故認為除非有人在對決期間於短時間内同時及持续以多部電話按下心心支持票予張寶欣，否則便不能令張寶欣擊敗金美黎而奪得奖项。 

### 才藝對決項目非由佳麗決定
曾被視為大熱門的落選佳麗伍樂怡，曾在競選後開啟影片直播，有網友認為Kelly當晚應該表演唱歌而非彈古箏，然而伍樂怡表示表演項目也不是自己能選擇，即使能作選擇也會選擇彈古箏，她的言論視報道視為表演彈古箏乃電視台所要求。

## 選後活動
- 在2017年度香港小姐競選完結後，電視台曾安排了多位參賽佳麗接受報章及雜誌訪問：
  - 明報周刊：《港姐冠軍雷莊兒：打工供自己讀書（页面存档备份，存于）》
  - 明報周刊：《港姐亞軍何依婷 投入演藝工作（页面存档备份，存于）》
  - 明報周刊：《港姐季軍黃瑋琦：目標學好中文（页面存档备份，存于）》
  - 明報周刊：《張寶欣學習肯定自己（页面存档备份，存于）》
  - 明報周刊：《伍樂怡想與王浩信合作　陳凱琳傳授貼士（页面存档备份，存于）》
  - 大公報，2017年9月23日：《出爐港姐 對娛圈躍躍欲試》
- 2017年10月起，多位應屆港姐佳麗何依婷、黃瑋琦、伍樂怡、張寶欣、邱晴、梁雯蔚、黃凱琪、胡美貽加入電視台的藝員訓練班，而在2018年3月的最後一課中，藝員訓練班校長兼導師鄭丹瑞安排了古巨基參與其中，當中伍樂怡亦能跟古巨基排戲。
- 2018年3月，電視台安排了六位香港小姐佳麗雷莊𠒇、何依婷、黃瑋琦、伍樂怡、黃凱琪、邱晴到維多利亞公園，為2018年香港花卉展覽「香港小姐造像攝影比賽」中，以不同造型擔任模特兒。

## 佳麗個人發展
在港姐競選結束後，12名入圍佳麗當中，有7名於參選後與電視台簽約成為藝員，並於參選後一年（即2017年10月至2018年9月）之應屆港姐任期內於以下節目及劇集擔任主持及作演出：
| 佳麗姓名 | 常規綜藝節目主持                 | 電視劇演出        | Big Big Channel 視頻演出                            | 現況                                                         |
| -------- | -------------------------------- | ----------------- | --------------------------------------------------- | ------------------------------------------------------------ |
| 何依婷   | Think Big天地 學是學非（第六輯） | 機場特警          |                                                     | 經理人合約藝員                                               |
| 張寶欣   |                                  |                   | 港姐妝速挑戰賽（页面存档备份，存于） 一個鐘去邊度？ | 於2018年9月起進修碩士課程， 現以「自由身」身份參與電視台活動 |
| 伍樂怡   | Think Big天地 今期流行           | 超能使者          |                                                     | 經理人合約藝員                                               |
| 梁雯蔚   |                                  | 愛·回家之開心速遞 |                                                     | 經理人合約藝員                                               |
| 邱 晴    | Think Big天地                    | 愛·回家之開心速遞 |                                                     | 2021年轉投ViuTV                                              |
| 黃凱琪   |                                  | 愛·回家之開心速遞 |                                                     | 基本合約藝員                                                 |
| 胡美貽   | 兄弟大茶飯                       | 愛·回家之開心速遞 |                                                     | 經理人合約藝員                                               |

至於冠軍得主雷莊兒，她於2018年2月代表香港出選電視台的國際中華小姐競選並贏得季軍，但由於其男友長期身處加拿大，加上自己留在香港發展娛樂事業感到十分吃力，故未有跟電視台延續合約，故雷莊兒除被電視台安排以港姐冠軍身份出席公開活動外，則未再獲安排電視節目的演出工作。而她在應屆港姐任期完結後，將返回加拿大發展。成為2000年港姐冠軍劉慧蘊之後，另一位卸任後便退出香港娛樂圈的冠軍得主。
另一方面，季軍得主黃瑋琦被安排於2017年11月代表香港參加在中國海南三亞舉行的2017年度世界小姐競選，但未能獲得名次，又於當選後曾入讀電視台的藝員訓練班，並參與電視節目《靈犬獻瑞賀新歲》及《大玩特玩》的演出，同時在2018年端午節擔任電視台龍舟隊鼓手，但最終在港姐任滿後不再續約，並返回美國發展從事與時裝設計相關的工作，三甲佳麗中只餘何依婷成為電視台藝員。

## 外部連結
- 2017年度香港小姐競選官方網頁